# 3281 Maupertuis
3281 Maupertuis este un asteroid din centura principală, descoperit pe 24 februarie 1938, de Yrjö Väisälä.